# Kall
Kall è un comune di 10 987 abitanti della Renania Settentrionale-Vestfalia, in Germania.
Appartiene al distretto governativo (Regierungsbezirk) di Colonia ed è capoluogo del circondario (Kreis) omonimo (targa EU).
Nel territorio comunale è ricompresa la località di Steinfeld, dove sorge la basilica dedicata ai santi Potentino, Felicio e Simplicio, risalente al X secolo.